# Alex Skotarek
Alex Skotarek (Sindelfingen, 2 aprile 1949) è un ex calciatore tedesco naturalizzato statunitense, di ruolo difensore.

## Carriera

### Club
Si forma calcisticamente nella selezione dell'Università statale del Michigan, per poi spostarsi in Europa per giocare con gli olandesi del MVV. Con il club di Maastricht ottenne il decimo posto nella Eredivisie 1971-1972. Nel 1973 è in forza ai belgi del Diepenbeek.
Nel 1975 passa alla neonata franchigia statunitense degli Chicago Sting, militanti nella NASL. Militerà per tre stagioni con gli Sting, raggiungendo solo nella stagione 1976 i playoff per il titolo, venendo eliminato con i suoi al secondo turno dai futuri campioni del Toronto Metros-Croatia.
Nel 1978 passa alla neonata franchigia dei Tulsa Roughnecks. Nella stagione d'esordio sostituirà nel giugno 1978 Bill Foulkes alla guida del club, dimessosi per contrasti con la dirigenza, portando i Roughnecks sino agli ottavi del playoff per il titolo. Restò in forza ai Roughnecks, solamente come calciatore, sino al 1981, raggiungendo sempre i playoff per il titolo ed ottenendo come miglior risultato il raggiungimento dei quarti nella North American Soccer League 1979.
Con i Roughnecks giocò anche due edizioni della NASL Indoor, raggiungendo come miglior risultato il primo turno del torneo 1979-1980.

### Nazionale
Tra il 1975 ed il 1976 ha giocato dieci incontri con la nazionale statunitense, fallendo le qualificazioni al campionato mondiale di calcio 1978. Nel 1976 fu selezionato nel Team America, selezione che raccoglieva i migliori giocatori, sia statunitensi che no, della North American Soccer League per disputare il Torneo del Bicentenario, che chiuse al quarto ed ultimo posto.

## Statistiche

### Cronologia presenze e reti in Nazionale
| Cronologia completa delle presenze e delle reti in nazionale ― Stati Uniti | Cronologia completa delle presenze e delle reti in nazionale ― Stati Uniti | Cronologia completa delle presenze e delle reti in nazionale ― Stati Uniti | Cronologia completa delle presenze e delle reti in nazionale ― Stati Uniti | Cronologia completa delle presenze e delle reti in nazionale ― Stati Uniti | Cronologia completa delle presenze e delle reti in nazionale ― Stati Uniti | Cronologia completa delle presenze e delle reti in nazionale ― Stati Uniti | Cronologia completa delle presenze e delle reti in nazionale ― Stati Uniti |
| Data                                                                       | Città                                                                      | In casa                                                                    | Risultato                                                                  | Ospiti                                                                     | Competizione                                                               | Reti                                                                       | Note                                                                       |
| -------------------------------------------------------------------------- | -------------------------------------------------------------------------- | -------------------------------------------------------------------------- | -------------------------------------------------------------------------- | -------------------------------------------------------------------------- | -------------------------------------------------------------------------- | -------------------------------------------------------------------------- | -------------------------------------------------------------------------- |
| 19-8-1975                                                                  | Città del Messico                                                          | Costa Rica                                                                 | 3 – 1                                                                      | Stati Uniti                                                                | Amichevole                                                                 | -                                                                          |                                                                            |
| 24-8-1975                                                                  | Città del Messico                                                          | Messico                                                                    | 2 – 0                                                                      | Stati Uniti                                                                | Amichevole                                                                 | -                                                                          |                                                                            |
| 24-9-1976                                                                  | Vancouver                                                                  | Canada                                                                     | 1 – 1                                                                      | Stati Uniti                                                                | Qual. Mondiali 1978                                                        | -                                                                          |                                                                            |
| 3-10-1976                                                                  | Los Angeles                                                                | Stati Uniti                                                                | 0 – 0                                                                      | Messico                                                                    | Qual. Mondiali 1978                                                        | -                                                                          |                                                                            |
| 15-10-1976                                                                 | Puebla de Zaragoza                                                         | Messico                                                                    | 3 – 0                                                                      | Stati Uniti                                                                | Qual. Mondiali 1978                                                        | -                                                                          |                                                                            |
| 20-10-1976                                                                 | Seattle                                                                    | Stati Uniti                                                                | 2 – 0                                                                      | Canada                                                                     | Qual. Mondiali 1978                                                        | -                                                                          |                                                                            |
| 10-11-1976                                                                 | Port-au-Prince                                                             | Haiti                                                                      | 0 – 0                                                                      | Stati Uniti                                                                | Amichevole                                                                 | -                                                                          |                                                                            |
| 12-11-1976                                                                 | Port-au-Prince                                                             | Haiti                                                                      | 0 – 0                                                                      | Stati Uniti                                                                | Amichevole                                                                 | -                                                                          |                                                                            |
| 14-11-1976                                                                 | Port-au-Prince                                                             | Haiti                                                                      | 0 – 0                                                                      | Stati Uniti                                                                | Amichevole                                                                 | -                                                                          |                                                                            |
| 22-12-1976                                                                 | Port-au-Prince                                                             | Canada                                                                     | 3 – 0                                                                      | Stati Uniti                                                                | Qual. Mondiali 1978                                                        | -                                                                          |                                                                            |
| Totale                                                                     |                                                                            | Presenze                                                                   | 10                                                                         |                                                                            | Reti                                                                       | 0                                                                          |                                                                            |